# 普伦茨劳尔贝格
普伦茨劳尔贝格（德語：Prenzlauer Berg，德語：[ˌpʁɛnt͡slaʊ̯ɐ ˈbɛʁk] ⓘ，意为“普伦茨劳的山”）是德国柏林潘科区的一个下属区。普伦茨劳尔贝格原是一个独立的区，2001年以后并入潘科区。
1990年两德统一后该区吸引了另类生活方式的年轻人。

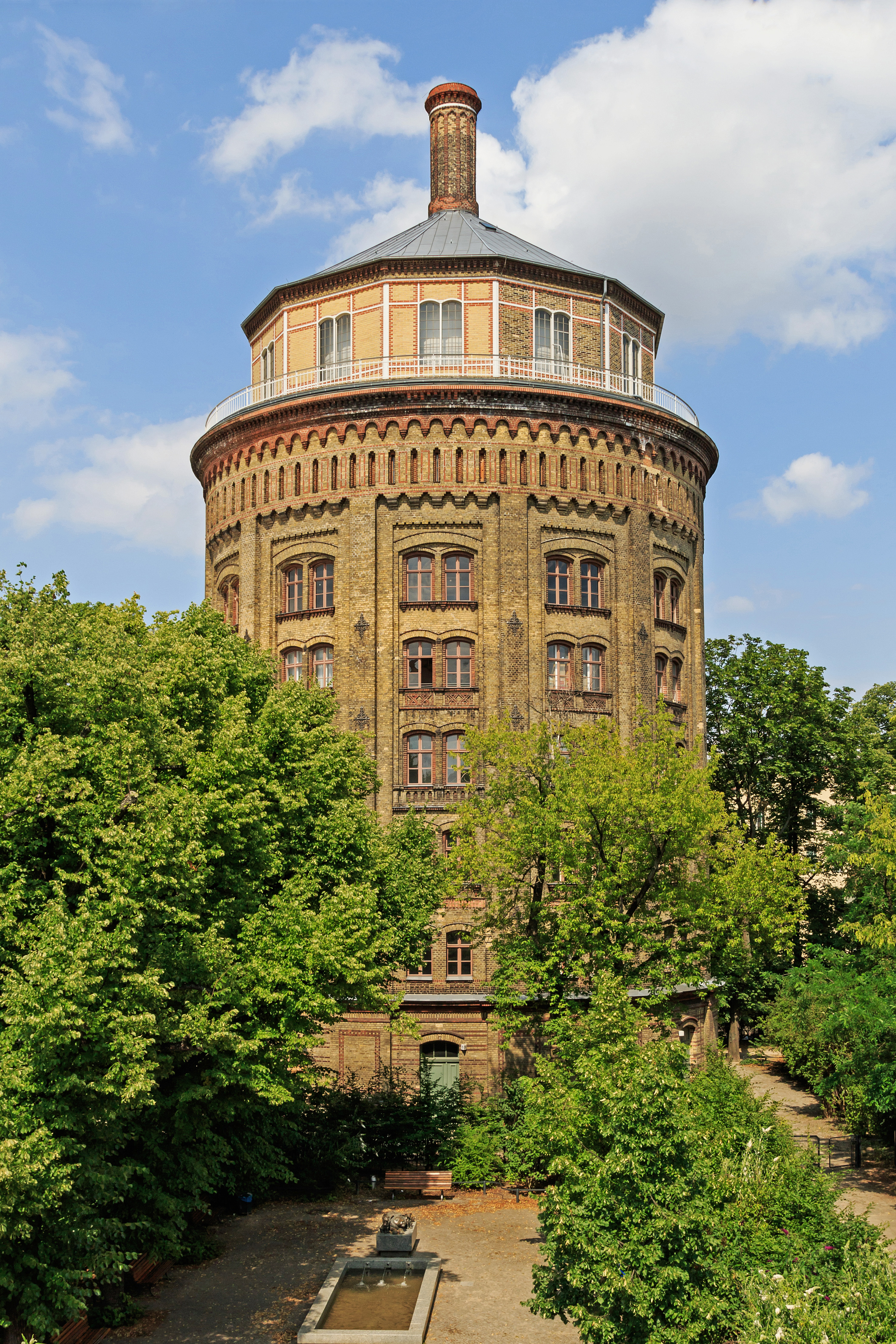
水塔

## 名胜
- 珂勒惠支广场（Kollwitzplatz）和亥姆霍兹广场（Helmholtzplatz）
- 里克街（Rykestrasse）犹太会堂
- 客西马尼教堂（Gethsemanekirche），前东德抵抗力量聚会地点
- 围墙公园（Mauerpark），建在柏林墙原址上
- 水塔
- 犹太墓地